# Bundesautobahn 573
La Bundesautobahn 573, abbreviata anche in A 573, è una breve autostrada tedesca della lunghezza di 3 km che collega l'autostrada A 61 alla città di Bad Neuenahr. In futuro dovrebbe entrare a far parte dell'autostrada A 31.

## Percorso
| A 573 |           |                                  |     |                |                |
| Tipo  | n° uscita | Indicazione                      | km  | Corrispondenze | Strada europea |
|       |           | Inizio Autostrada                | 3,0 |                |                |
|       | 1         | Dreieck Bad Neuenahr - Ahrweiler | 2,8 |                |                |
|       | 2         | Bad Neuenahr                     | 0,0 |                |                |